# Mats Nordlander
Mats Nordlander, född 25 november 1963 på Alnö, är en svensk bågskytt som tagit medaljer i VM, EM, NM, SM i lag och en 30:e plats individuellt i OS 1988.
Han är gift med Kristina Nordlander.